# カタリナ・バルン
カタリナ・バルン・シュシュニャル（Katarina Barun Susnjar、1983年12月1日 - ）は、クロアチアの元女子バレーボール選手。元クロアチア代表。

## 来歴
2002年よりクロアチアリーグのMladost Zagrebでプレーし、2003-04シーズンから2連覇を果たした。
2004年、クロアチア代表に初選出される。翌年に地元で開催された欧州選手権に出場した。
2006-07シーズンはイタリアの強豪ベルガモに移籍し、欧州チャンピオンズリーグで優勝した。
2008年にルーマニアリーグのCSUメタルガタリに移籍し優勝。
2010年イタリアリーグのセリエA1に戻りノヴァーラでリーグ優勝に貢献、ベストスコアラーを獲得したがプレイオフで膝を怪我し半年間治療に専念
2014-15シーズンには所属のノヴァーラがイタリアカップ優勝、個人ではカップMVPを獲得した。
2015-16シーズンはベルガモに移籍し再びイタリアカップ優勝に貢献した。
2016-17はノヴァーラに戻りセリエA1で優勝、個人ではリーグMVPを獲得。
2017-18はセリエA1のLiu Jo Nordmeccanica モデナでプレイ。チームは6位となった。
2018年10月、V.LEAGUE DIVISION1の埼玉上尾メディックスに移籍した。
2019-2020シーズンは、リーグでアタック決定率5位、チームにとって2度目の3位という結果に貢献した。当シーズンをもって現役引退を表明。埼玉上尾退団の挨拶では、「どの国よりも"自分の家"にいるように感じました。母国ではないのにまるで自分の国にいるかのようでした。」とコメントを残した。

## 球歴
- 欧州選手権 - 2005年（8位）、2007年（14位）、2009年（16位）

## 所属クラブ
- Mladost Zagreb（2002-2005年）
- DYO Karşıyaka（2005-2006年）
- バレー・ベルガモ（2006-2007年）
- キエーリ（2007-2008年）
- CSU Metal Galați（2008-2009年）
- 2004 トミス・コンスタンツァ（2009-2010年）
- アシステル・ノヴァーラ（2010-2012年）
- GSOヴィッラ・コルテーゼ（2012-2013年）
- ロコモティフ・バクー（2013-2014年）
- イゴール・ゴルゴンゾーラ・ノヴァーラ（2014-2015年）
- Foppapedretti ベルガモ（2015-2016年）
- イゴール・ゴルゴンゾーラ・ノヴァーラ（2016-2017年）
- Liu Jo Nordmeccanica モデナ（2017-2018年）
- 埼玉上尾メディックス（2018-2020年）